# Rehaincourt
 Rehaincourt  es una población y comuna francesa, en la región de Lorena, departamento de Vosgos, en el distrito de Épinal y cantón de Châtel-sur-Moselle.

## Demografía
| 314 | 297 | 300 | 315 | 306 | 309 |
| Para los censos de 1962 a 1999 la población legal corresponde a la población sin duplicidades (Fuente: INSEE [Consultar]) |     |     |     |     |     |